# Blauwe geelsnavelmalkoha
De blauwe geelsnavelmalkoha (Ceuthmochares aereus) is een vogel uit de familie Cuculidae (koekoeken).

## Verspreiding en leefgebied
Deze soort komt voor in westelijk en centraal Afrika en telt twee ondersoorten:
- C. a. flavirostris: van Gambia tot zuidwestelijk Nigeria.
- C. a. aereus: van zuidoostelijk Nigeria tot westelijk Kenia, noordelijk Zambia en Angola, het eiland Bioko.